# Oakdale (Pennsilvània)
Oakdale és una població dels Estats Units a l'estat de Pennsilvània. Segons el cens del 2000 tenia 1.551 habitants.

## Demografia
Segons el cens del 2000, Oakdale tenia 1.551 habitants, 604 habitatges, i 445 famílies. La densitat de població era de 1.151,6 habitants/km².
Dels 604 habitatges en un 28,6% hi vivien nens de menys de 18 anys, en un 62,1% hi vivien parelles casades, en un 8,8% dones solteres, i en un 26,2% no eren unitats familiars. En el 22,7% dels habitatges hi vivien persones soles el 9,6% de les quals corresponia a persones de 65 anys o més que vivien soles. El nombre mitjà de persones vivint en cada habitatge era de 2,57 i el nombre mitjà de persones que vivien en cada família era de 3,04.
Per edats la població es repartia de la següent manera: un 22,8% tenia menys de 18 anys, un 6,8% entre 18 i 24, un 27,7% entre 25 i 44, un 30,6% de 45 a 60 i un 12,1% 65 anys o més.
L'edat mediana era de 41 anys. Per cada 100 dones de 18 o més anys hi havia 94,3 homes.
La renda mediana per habitatge era de 46.574 $ i la renda mediana per família de 55.865 $. Els homes tenien una renda mediana de 37.125 $ mentre que les dones 26.620 $. La renda per capita de la població era de 21.392 $. Entorn del 2,9% de les famílies i el 2,6% de la població estaven per davall del llindar de pobresa.

## Poblacions més properes
El següent diagrama mostra les poblacions més properes.